# ConvaTec
ConvaTec – amerykańskie przedsiębiorstwo medyczne produkujące sprzęt stomijny, opatrunki specjalistyczne oraz systemy do kontrolowanej zbiórki stolca. Jest jednym z największych przedsiębiorstw w swojej branży. Firma zatrudnia ponad 8000 pracowników i posiada jedenaście zakładów produkcyjnych w ośmiu krajach. Nazwa firmy pochodzi od słów "Convalescent Technology". Siedziba przedsiębiorstwa mieści się w Princeton, w stanie New Jersey.
W 1991 roku powstał pierwszy oddział firmy ConvaTec w Polsce.

## Historia
- 1978 – powstaje ConvaTec jako dział firmy E.R. Squibb & Sons, Inc.
- 2008 – ConvaTec staje się niezależną firmą, a jej udziałowcami Nordic Capital i Avista Capital Partners